# 가족오락관
《가족오락관》(家族娛樂館)은 1984년 4월 3일부터 2009년 4월 18일까지 방송했던 KBS 2TV, KBS 1TV의 예능 프로그램으로, MBC의 유쾌한 스튜디오하고 양대산맥 격이었다.

## 기획 의도
시청자들이 부담없이 웃고 즐길 수 있는 건전한 오락과 게임을 제공함으로 생활의 활력소가 되게 한 프로그램.

## 역사

### 황금 시간대
1984년 4월 3일 KBS 2TV에서 첫 방송을 시작하여, 높은 인기로 호평을 받았다. 가족 단위의 출연자들이 다양한 게임과 퀴즈를 통해 경쟁하며 즐거움을 주는 형식이었다. 1980년대 후반에는 방송 시간이 변경되면서 더욱 다양한 게임과 형식이 도입되었다. 1990년대에는 방송 환경이 변화함에 따라 프로그램의 형식도 점차 발전하였다. 가족 간의 유대감을 강조하는 다양한 게임과 미션이 추가되었으며, 출연자들의 참여 방식 또한 더욱 다채로워졌다.
한때 35% 전후의 높은 시청률을 기록하기도 하였으며, 1990년대 후반에는 KBS 뉴스 9와 맞물리는 시간대에 방송되었음에도 불구하고 15~17%의 시청률을 유지하였다.
2000년 가을 개편에 따라 KBS 2TV에서 KBS 1TV로 채널을 변경하였으며, 방송 시간 또한 매주 토요일 저녁으로 조정되었음에도 불구하고 10% 이상의 시청률을 꾸준히 기록하며 안정적인 모습을 보였다. 그러나 2000년대 중반부터 프로그램이 중장년층을 대상으로 변화하기 시작하면서, 시대의 흐름을 반영하지 못했다는 평가를 받았고, 이에 따라 10대와 20대 젊은 층의 관심이 점차 감소하였다.

### 쇠퇴기
기존의 프로그램 명칭에서 알 수 있듯이, 가족이 함께 즐길 수 있는 방송이라는 본래의 취지와 달리, 세대 간 시청층이 분리되었으며, 방송 환경 또한 변화하면서 《무한도전》과 《일요일이 좋다》 등 경쟁 예능 프로그램에 젊은 시청자층을 대거 내주었다. 이러한 흐름 속에서 가족오락관은 점차 중장년층을 위한 프로그램으로 인식되었으며, 심지어 제작진의 인터뷰에서도 “중장년층을 위한 방송”이라는 이미지가 굳어졌다.
결국 시청률도 6~7% 수준으로 하락하였으며, 변화하는 미디어 환경과 시청자들의 관심 변화 속에서 프로그램의 입지는 점차 줄어들었다.
그렇게 6~7%의 시청률을 유지해오던 가족오락관은 2009년 봄, 석연치 않은 일을 겪었다. 2009년 2월 28일 방송 말미에는 "다음 주 토요일 저녁 7시 10분"이라는 자막이 표출되었으나, 한 주 결방된 이후 시청자들에게 별다른 공지 없이 2009년 3월 14일부터 갑작스럽게 방송 시간이 토요일 저녁 5시 10분으로 변경되었다.
방송 시간이 가족 시청이 어려운 시간대로 조정되면서 시청률도 급격히 하락하여 애국가보다 낮은 3.6%까지 떨어졌다. 또한 폐지 두 달 전에 PD가 교체된 점 역시 프로그램의 종료 과정이 석연치 않다는 인식을 심어주었다.
결국, KBS는 가족오락관의 폐지를 공식적으로 결정하였으며, 2009년 4월 18일 마지막 방송을 끝으로 25년간 이어왔던 대장정의 종지부를 찍었다.

## 방송 시간
| 방송 채널 | 방송 기간                           | 방송 시간                       | 방송 분량  | 비고  |
| --------- | ----------------------------------- | ------------------------------- | ---------- | ----- |
| KBS 2TV   | 1984년 4월 3일 ~ 1985년 2월 19일    | 매주 화요일 저녁 7:00 ~ 8:20    | 1시간 20분 |       |
| KBS 2TV   | 1985년 2월 26일 ~ 1985년 4월 16일   | 매주 화요일 저녁 7:20 ~ 8:40    | 1시간 20분 |       |
| KBS 2TV   | 1985년 4월 23일 ~ 1985년 7월 2일    | 매주 화요일 저녁 7:20 ~ 8:30    | 1시간 10분 |       |
| KBS 2TV   | 1985년 7월 9일 ~ 1985년 10월 29일   | 매주 화요일 저녁 7:10 ~ 8:30    | 1시간 10분 |       |
| KBS 2TV   | 1985년 11월 5일 ~ 1986년 5월 20일   | 매주 화요일 저녁 7:35 ~ 8:25    | 50분       |       |
| KBS 2TV   | 1986년 5월 27일 ~ 1987년 11월 10일  | 매주 화요일 저녁 8:00 ~ 8:50    | 50분       |       |
| KBS 2TV   | 1987년 11월 17일 ~ 1990년 10월 23일 | 매주 화요일 저녁 7:05 ~ 7:55    | 50분       |       |
| KBS 2TV   | 1990년 10월 30일 ~ 1991년 5월 14일  | 매주 화요일 저녁 7:10 ~ 8:00    | 50분       |       |
| KBS 2TV   | 1991년 5월 21일 ~ 1992년 3월 31일   | 매주 화요일 저녁 8:05 ~ 8:55    | 50분       |       |
| KBS 2TV   | 1992년 4월 12일 ~ 1992년 10월 4일   | 매주 일요일 저녁 8:55 ~ 밤 9:50 | 55분       |       |
| KBS 2TV   | 1992년 10월 9일 ~ 1994년 2월 18일   | 매주 금요일 저녁 8:00 ~ 8:55    | 55분       |       |
| KBS 2TV   | 1994년 2월 25일 ~ 1994년 10월 7일   | 매주 금요일 저녁 8:35 ~ 밤 9:20 | 45분       |       |
| KBS 2TV   | 1994년 10월 14일 ~ 1995년 2월 17일  | 매주 금요일 저녁 8:30 ~ 밤 9:20 | 50분       |       |
| KBS 2TV   | 1995년 2월 23일 ~ 1995년 8월 31일   | 매주 목요일 저녁 8:30 ~ 밤 9:20 | 50분       |       |
| KBS 2TV   | 1995년 9월 6일 ~ 1996년 5월 8일     | 매주 수요일 저녁 8:30 ~ 밤 9:20 | 50분       |       |
| KBS 2TV   | 1996년 5월 15일 ~ 1997년 2월 26일   | 매주 수요일 저녁 8:25 ~ 밤 9:15 | 50분       |       |
| KBS 2TV   | 1997년 3월 5일 ~ 1997년 10월 15일   | 매주 수요일 저녁 8:35 ~ 밤 9:25 | 50분       |       |
| KBS 2TV   | 1997년 10월 22일 ~ 1997년 11월 19일 | 매주 수요일 저녁 8:20 ~ 밤 9:15 | 55분       |       |
| KBS 2TV   | 1997년 11월 26일 ~ 1998년 2월 11일  | 매주 수요일 저녁 8:50 ~ 밤 9:45 | 55분       |       |
| KBS 2TV   | 1998년 2월 18일 ~ 1998년 6월 10일   | 매주 수요일 저녁 8:45 ~ 밤 9:40 | 55분       |       |
| KBS 2TV   | 1998년 6월 17일 ~ 1998년 10월 7일   | 매주 수요일 저녁 8:40 ~ 밤 9:30 | 50분       |       |
| KBS 2TV   | 1998년 10월 14일 ~ 1999년 4월 28일  | 매주 수요일 저녁 8:50 ~ 밤 9:45 | 55분       |       |
| KBS 2TV   | 1999년 5월 5일 ~ 1999년 10월 13일   | 매주 수요일 저녁 8:50 ~ 밤 9:50 | 60분       |       |
| KBS 2TV   | 1999년 10월 20일 ~ 2000년 4월 26일  | 매주 수요일 저녁 8:55 ~ 밤 9:55 | 60분       |       |
| KBS 2TV   | 2000년 5월 4일 ~ 2000년 10월 5일    | 매주 목요일 저녁 7:00 ~ 8:00    | 60분       |       |
| KBS 1TV   | 2000년 10월 14일 ~ 2008년 11월 15일 | 매주 토요일 저녁 6:00 ~ 7:00    | 60분       | [ d ] |
| KBS 1TV   | 2008년 11월 22일 ~ 2009년 2월 28일  | 매주 토요일 저녁 7:10 ~ 8:10    | 60분       | [ e ] |
| KBS 1TV   | 2009년 3월 14일 ~ 2009년 4월 18일   | 매주 토요일 저녁 5:10 ~ 6:10    | 60분       | [ f ] |

## 역대 진행자
※ 《가족오락관》은 남여 MC 각각 1명씩으로 2명이 진행하였다. 남성 MC는 생전 (故)허참 방송인이 첫회부터 최종회까지 고정적으로 맡았다. (故)허참하고 함께 호흡을 맞춰 진행한 역대 여성 MC는 21명에 달하며, 이 중에서 KBS의 여자 아나운서는 총 11명으로 전직 6명하고 현직 5명이다.
| 대수 | 진행자 | 기간                               | 비고        |
| ---- | ------ | ---------------------------------- | ----------- |
| 1대  | 오유경 | 1984년 4월 3일 ~ 1985년 1월 22일   | [ h ]       |
| 2대  | 정소녀 | 1985년 1월 29일 ~ 1987년 9월 29일  | [ i ] [ j ] |
| 3대  | 장혜영 | 1987년 10월 6일 ~ 1988년 10월 25일 |             |
| 4대  | 최영미 | 1988년 11월 1일 ~ 1989년 5월 30일  |             |
| 5대  | 김경희 | 1989년 6월 6일 ~ 1989년 10월 24일  |             |
| 6대  | 김자영 | 1989년 10월 31일 ~ 1991년 10월 1일 | [ k ]       |
| 7대  | 김혜영 | 1991년 10월 8일 ~ 1992년 10월 4일  |             |
| 8대  | 전혜진 | 1992년 10월 9일 ~ 1994년 10월 7일  |             |
| 9대  | 이유리 | 1994년 10월 14일 ~ 1995년 4월 27일 | [ l ]       |
| 10대 | 장서희 | 1995년 5월 4일 ~ 1995년 9월 6일    | [ m ]       |
| 11대 | 오현정 | 1995년 9월 13일 ~ 1996년 2월 28일  |             |
| 11대 | 오현정 | 1997년 3월 5일 ~ 1997년 5월 14일   |             |
| 12대 | 오영실 | 1996년 3월 6일 ~ 1997년 2월 26일   | [ o ]       |
| 12대 | 오영실 | 1999년 7월 21일 ~ 1999년 7월 28일  |             |
| 13대 | 손미나 | 1997년 5월 21일 ~ 2001년 11월 3일  | [ p ]       |
| 14대 | 변우영 | 2001년 11월 17일 ~ 2002년 3월 30일 | [ r ]       |
| 15대 | 윤지영 | 2002년 4월 6일 ~ 2003년 6월 21일   | [ t ]       |
| 16대 | 박주아 | 2003년 6월 28일 ~ 2005년 10월 22일 |             |
| 17대 | 박사임 | 2005년 11월 5일 ~ 2006년 3월 11일  | [ w ]       |
| 18대 | 이정민 | 2006년 3월 18일 ~ 2006년 11월 18일 |             |
| 19대 | 김새롬 | 2006년 11월 25일 ~ 2007년 11월 3일 |             |
| 20대 | 김보민 | 2007년 11월 10일 ~ 2008년 3월 29일 | [ z ]       |
| 21대 | 이선영 | 2008년 4월 5일 ~ 2009년 4월 18일   |             |

## 역대 여는 곡
- 1984년 ~ 1988년: Zambesi - The Shadows
- 1988년 ~ 1995년: Digital Emotion - Get Up, Action
- 1995년 ~ 1996년 8월 21일: 가족오락관 자체 BGM/클론 쿵따리 샤바라
- 1996년 8월 28일 ~ 1998년 2월 11일: 터보 - Twist King
- 1998년 4월 22일 ~ 1998년 6월 10일: 오룡비무방 - 비밥바 룰라 룰라
- 1998년 6월 17일 ~ 1998년 12월 9일: Bellini - Samba De Janeiro
- 1998년 12월 23일 ~ 1999년 6월 2일: Orchestral Manoeuvres In The Dark - Pandora's Box
- 1999년 6월 9일 ~ 2009년 4월 18일: Dr. Bombay - My Sitar

## 동일 소재 프로그램
- 우리말 겨루기 (KBS 교양운영팀 제작)
- 상상오락관, 옥탑방의 문제아들 (KBS 예능운영팀 제작)
- 동물의 왕국, 동물의 세계, 동물극장 단짝 (KBS 1TV)
- 주주클럽, 슈퍼독, 단짝, 은밀하고 위대한 동물의 사생활, 개는 훌륭하다, 동물은 훌륭하다, 나는 아픈 개와 산다, 펫 비타민 (KBS 2TV)
- 동물일기, 야옹멍멍 귀여워, 세상에 나쁜 개는 없다, 고양이를 부탁해, 아기 동물 귀여워, 펫하트, 극한 직업 (EBS 1TV)
- 세계의 비밀 수호대 번개맨 (EBS 2TV)
- 타타와 쿠마 (EBS·5BRICKS 공동 제작)
- 와우! 동물천하, 애니멀즈, 하하랜드, 오래봐도 예쁘다, 2020 추석특집 아이돌 멍멍 선수권대회, 심장이 뛴다 38.5 (MBC TV)
- TV 동물농장, 어쩌다 마주친 그 개, 펫미픽미, 푸바오와 할부지, 생활의 달인, 더솔져스, 검은 양 게임 (SBS TV)
- 마리와 나, 그랜드 부다개스트, 우리집 막내극장 (JTBC)
- 기막힌 동물원, 우리집에 해피가 왔다 (MBN)
- 동고동락, 개먼드라마 파트라슈 (TV조선)
- 대화가 필요한 개냥, 냐옹은 페이크다, 캣츠 앤 독스, 슬기로운 의사생활, 슬기로운 의사생활 시즌2, 해치지 않아, 해치지 않아 X 스우파, 슈퍼액션 (tvN)
- 펫토리얼리스트 (온스타일)
- 이 주의 책 (cpbc FM)
- 개별방송, 식빵 굽는 고양이, 잘살아보시개, 오 마이 펫, 여자친구! 강아지를 부탁해, 펫 닥터스 (skyPetpark)
- 상상고양이 (MBC 에브리원)
- 달려라 댕댕이 (MBC 에브리원, MBC 스포츠플러스 공동 제작)
- 펫츠고! 댕댕트립 (SBS 플러스)
- 소나무의 펫하우스 (SBS M)
- 라디오 북클럽, 주말하이킥 이윤석입니다 (MBC 표준FM)
- 개밥 주는 남자, 너는 내 운명, 서민갑부 (채널A)
- 천재! 시무라 동물원 (日 NTV)
- 도그 위스퍼러 (美 NGC채널)
- 지옥에서 온 고양이 (美 애니멀 플래닛)
- 개과천선 아메리카 (영국 채널 4, Sky One)

## 결방 및 편성 변경 안내

### 편성 변경
- 1996년
  - 12월 18일, 12월 25일: 송년 특집, 크리스마스 특집 방송으로 저녁 8시 20분부터 밤 9시 15분까지 방송.

- 1998년
  - 4월 22일: 700회 특집 방송으로 저녁 8시 30분부터 밤 9시 40분까지 방송.

- 1999년
  - 2월 17일: 설 특집 방송으로 저녁 8시 30분부터 밤 9시 45분까지 방송.

- 2000년
  - 4월 5일: 800회 특집 방송으로 저녁 8시 40분부터 밤 9시 55분까지 방송.
  - 12월 30일: 송년 특집 방송으로 저녁 5시 50분에 조기 시작.

- 2002년
  - 9월 7일: 저녁 5시 30분에 조기 시작.
  - 9월 21일: 추석 특집 방송으로 저녁 5시 40분부터 저녁 6시 50분까지 방송.
  - 12월 21일: 저녁 5시 30분에 조기 시작.

- 2004년
  - 6월 19일: 1000회 특집 방송으로 저녁 5시 30분부터 저녁 7시까지 방송.
  - 12월 25일: 성탄 특집 방송으로 저녁 5시 50분에 조기 시작.

- 2005년
  - 9월 17일: 추석 특집 방송으로 저녁 5시 50분에 조기 시작.

- 2006년
  - 2월 18일: 사랑의 리퀘스트 400회 특집 방송으로 인해 저녁 6시 50분에 조기 종료.

- 2007년
  - 2월 17일: 설 특집 방송으로 저녁 5시 50분부터 저녁 7시까지 방송.

- 2008년
  - 8월 23일: 2008년 베이징 하계 올림픽 방송 편성으로 인해 저녁 5시 45분부터 6시 45분까지 방송.
  - 11월 15일 : KBS 대기획 농업강소국, 희망의 조건 다큐멘터리 방송 편성으로 인해 저녁 5시 50분부터 6시 50분까지 방송.

### 결방
- 1984년
  - 5월 1일: 프로야구 〈OB 베어스 vs 삼성 라이온즈〉 중계방송.

- 1985년
  - 8월 20일: 다큐 〈병사는 이렇게 만들어진다〉 편성.
  - 12월 31일: 〈1985 팝의 세계〉 편성.

- 1988년
  - 9월 27일: 1988년 서울 하계 올림픽 여자 핸드볼 〈대한민국 vs 노르웨이〉 중계방송.

- 1990년
  - 4월 17일 ~ 5월 15일: KBS 사태.

- 1991년
  - 1월 1일: 신년특집 〈스타 총출동〉 편성.

- 1994년
  - 12월 30일: 1994 KBS 가요대상 중계방송.

- 1995년
  - 6월 29일: 삼풍백화점 붕괴 사고 특보.

- 1998년
  - 12월 16일: 1998년 방콕 아시안 게임 야구 결승전 중계방송.

- 1999년
  - 12월 29일: 1999 KBS 코미디 대축제 중계방송.

- 2000년
  - 9월 14일: 2000년 시드니 하계 올림픽 축구 〈대한민국 vs 스페인〉 중계방송.

- 2001년
  - 6월 9일: 2001년 FIFA 컨페더레이션스컵 중계방송.
  - 10월 6일: 방송사 내부 사정으로 인한 결방.
  - 11월 10일: 축구 친선경기 〈대한민국 vs 크로아티아〉 중계방송.
  - 12월 1일: 2002년 FIFA 월드컵 조 추첨 중계방송.

- 2002년
  - 2월 9일: 퀴즈 탐험 신비의 세계 800회 특집.
  - 6월 1일, 8일, 22일, 29일: 2002년 FIFA 월드컵 중계방송.
  - 8월 24일: K리그 〈전북 vs 포항〉 중계방송.
  - 10월 5일, 12일: 2002년 부산 아시안 게임 중계방송.
  - 10월 26일: 제8회 아시아태평양장애인경기대회 개막식 중계방송.

- 2003년
  - 2월 22일: 대구 지하철 화재 참사 추모 방송.
  - 4월 5일: 방송사 내부 사정으로 인한 결방.
  - 5월 17일: 2003 전국 장애인 가요제 중계방송.
  - 9월 13일: 태풍 매미 피해 특보.

- 2004년
  - 3월 13일: 노무현 대통령 탄핵 소추.
  - 7월 17일: 2004년 한국프로야구 올스타전 중계방송.
  - 8월 14일: 방송사 내부 사정으로 인한 결방.
  - 10월 16일: 2004년 한국프로야구 포스트시즌 플레이오프 3차전 중계방송.

- 2005년
  - 10월 1일: 2005 국군 가요제 중계방송.
  - 10월 29일: 특집 방송 〈가치 대발견 보물 찾기〉 편성.
  - 11월 19일: APEC 대한민국-러시아 기자회견 중계방송.

- 2006년
  - 1월 28일: 설 특집 방송사 내부 사정으로 인한 결방.
  - 4월 8일: 2006년 한국프로야구 개막전 중계 방송.
  - 5월 20일: 방송사 내부 사정으로 인한 결방.
  - 8월 5일: A3 챔피언스컵 〈울산 현대 vs 감바 오사카〉 중계방송.

- 2007년
  - 3월 3일: KBS 창사 특집 편성.
  - 12월 22일: 방송사 내부 사정으로 인한 결방.

- 2008년
  - 8월 9일: 2008년 베이징 하계 올림픽 중계방송.

- 2009년
  - 3월 7일, 4월 11일: 방송사 내부 사정으로 인한 결방.

### 내용
1. ↑  최종 책임프로듀서으며, 역대 프로듀서는 어떻게 구성되었는지 확실하게 확인할 수 없다.
2. ↑  최종 연출자이며, 역대 연출진은 어떻게 구성되었는지 확실하게 확인할 수 없다.
3. ↑  최종 작가진이며, 역대 작가진은 어떻게 구성되었는지 확실하게 확인할 수 없다.
4. ↑  KBS 1TV의 2000년 가을 개편으로 인하여 방송채널 및 최장기간으로 방송시간이 변경했다.
5. ↑  KBS 1TV의 가을개편 늦은 개편으로 인하여 1시간 10분 늦춰 방송시간이 변경했다.
6. ↑  KBS 1TV의 봄철 편성조정으로 인하여 최종 종영할 때 까지 방송시간이 변경했다.
7. ↑  직종을 변경하여 전직한 전환 포함
8. ↑  KBS 前 공채 21기 전 아나운서 출신이었던 오유경과는 동명이인이다.
9. ↑  동양방송 쇼쇼쇼 진행 방송분까지 포함하면 허참과 6년 간 같이 호흡을 맞추었다.
10. ↑  1987년에 허참 교통사고로 인해 1회차분만 단독 진행하였다. 간혹 가족오락관을 최장 기간 6년 진행하였다고 오해하는 분이 있는데 허참과의 6년 진행은 동양방송 쇼쇼쇼 진행 기간과 KBS 가족오락관 진행 기간을 합한 것이다.
11. ↑  1990년 10월 2일 추석 특집 방송분은 2대 진행자였던 정소녀가 임시로 진행을 맡았다.
12. ↑  1994 미스코리아 부산 선(善) 출신
13. ↑  당시 봄철 2차 편성조정 및 개편으로 인하여 대하드라마 촬영과 가족오락관 녹화일이 겹쳐서 그만두게 되었다고 한다.
14. ↑  1997년 1월 초 이후 퇴사
15. ↑  1996년 10월 9일 방송분은 방송 교육(해외 연수) 참여로 인해 진양혜 前 아나운서가 임시로 진행을 맡았으며, 1997년 1월 8일 방송분은 KBS 파업으로 인해 허참 단독 MC 체제로 진행되었다. 1997년 1월 15일· 3월 5일 ~ 5월 14일까지 방송분은 11대 진행자였던 오현정이 임시로 진행을 맡았다. 다만 진양혜는 1회분만 임시로 진행을 맡았고, 공식적으로 가족오락관 진행자로 선정된 적이 없기 때문에 역대 진행자에는 등록되지 않는다.
16. ↑  KBS 아나운서 입사 시절부터 진행했으며, 2TV의 이후 최종 종영한 도전! 골든벨과 같이 진행하여 물러날때 까지 가족오락관 최장 기간 여자 진행자 타이틀을 차지하였다.(4년간 진행) 건강 문제로 1999년 5월 19일 방송분, KBS 파업 참여로 1999년 7월 21일 ~ 7월 28일 방송분은 12대 진행자였던 오영실 前 아나운서가 임시로 진행을 맡았다.
17. ↑  현재 1라디오 《함께하는 세상》 MC
18. ↑  언론인 부부로 인해 교수인 왕상한과 함께 결혼하였다.
19. ↑  현재 3라디오 《명사들의 책읽기》 여자 MC
20. ↑  개인 사정으로 2003년 4월 26일 방송분은 14대 진행자였던 변우영 아나운서가 임시로 진행을 맡았다.
21. ↑  현재 2TV 무엇이든 물어보세요 3번 이상 여자 재진행 MC
22. ↑  현재 1라디오 KBS 뉴스월드 (라디오 프로그램) DJ, 현재 아침마당 여자 7번째 MC 아님
23. ↑  여자 진행자 중 최단 기간 진행(17회), 장서희, 변우영(각각 18회씩)보다 1회 적게 진행했다.
24. ↑  2022년 5월 퇴사, 과거 아침마당 여자 새 5번째 이후 정식 이후 이름 부른 곳의 최후의 마지막 여자 MC
25. ↑  현재 사랑의 가족 여자 MC, 아침마당 임시 여자 MC 3년 7개월 만에 임시 여자 MC의 이름 부른 이후 최후의 마지막 임시MC, 6시 내고향 8128회 특집 임시 여자 MC 마지막
26. ↑  축구선수 김남일의 부인
27. ↑  2025년 7월 31일 퇴사